# Jenišovice (okres Chrudim)
Obec Jenišovice (v místním nářečí Jenčovice) se nachází v okrese Chrudim, kraj Pardubický. Dominantou obce je kostel Nejsvětější Trojice. Žije zde 432 obyvatel.

## Historie
První písemná zmínka o obci pochází z doby okolo roku 1088, kdy král Vratislav II. obec daroval vyšehradské kapitule. Dar potvrdil v roce 1130 kníže Soběslav. Ve 14. století se dostala ves do rukou šlechty, konkrétně pánů z nedalekého Košumberka. Osud v následujících stoletích je velmi úzce spjat s hradem Košumberkem. V roce 1690 se Jenišovice dostaly do rukou jezuitského řádu, kterému byly ale v roce 1773 odebrány bulou papeže Klimenta XIV. o zrušení jezuitského řádu.
6. května 1912 se zde narodil pilot Josef Koukal, který se zapojil do bitvy o Británii.

## Pamětihodnosti
- Kostel Nejsvětější Trojice
- Krucifix před kostelem

## Části obce
- Jenišovice
- Martinice
- Mravín
- Štěnec
- Zalažany